# Економіка
Еконо́міка, або економі́чні нау́ки (від дав.-гр. οἶκος, oíkos — дім та дав.-гр. νόμος — закон) — сукупність суспільних наукових дисциплін про господарство, а саме: виробництво, розподіл і споживання благ та послуг.
Теоретичною основою економічних наук є економічна теорія, основною метою якої є пояснення подій в економічному житті. Економічна теорія пояснює також особливості процесів обміну, розподілу, ефективного використання ресурсів.
Мікроекономіка досліджує те, що вважається основними складовими економіки, зокрема окремих агентів і ринки, їхню взаємодію та результати таких взаємин. Макроекономіка аналізує економіку як систему, де взаємодіють виробництво, споживання, заощадження та інвестиції, а також чинники, які впливають на це: використання ресурсів праці, капіталу та землі, валютна інфляція, економічне зростання й державна політика, що впливає на ці складові.
Людвіг фон Мізес в своїй книзі «Людська діяльність» писаві:
Економіка, як галузь більш загальної теорії людської діяльності, має справу з усіма людськими вчинками, тобто з цілеспрямованим прагненням людини до досягнення обраних цілей, якими б ці цілі не були  (р.880).

## Походження терміна
Термін походить від давньогрецького слова οἰκονομία (ойкономія, «управління домогосподарством») від οἶκος (ойкос, «дім») + νόμος (номос, «звичай» чи «право»).
Ксенофонт запропонував цю назву для позначення науки про господарство, керування домом і майном. Аристотель науку про господарство поділив на дві: «економіка» (під якою він розумів організацію господарства в маєтку рабовласника, зокрема виробництво благ для задоволення потреб людей — господарювання) і «хрематистика» (від грец. chrema — майно, володіння, під якою розумів мистецтво наживати статки, діяльність з накопичення багатства).
У 1615 французький економіст Антуан де Монкретьєн ввів у науковий обіг термін «політична економія» (грец. politicos — державний, суспільний), який означає «мистецтво державного управління господарством». Цей термін був найуживанішим до початку XX ст. Його став витісняти термін «економіка» після виходу в світ праці англійського економіста Альфреда Маршалла «Принципи економічної науки» (Principles of Economics) у 1890 році.
Термін «економіка» використовується як для позначення реальних економічних систем (наприклад, «економіка України») та для позначення методів вивчення економічних систем — економічної теорії як в напрямку наукової дисципліни, так і академічного курсу навчання.

## Історія економіки
У первісному суспільстві рівень виробництва був низьким, що забезпечувало споживання на межі фізичного виживання. Первісні люди добували засоби для існування полюванням і збиранням, але внаслідок неолітичної революції відбувся поділ праці — виокремилися землеробські та пастуші племена, ремісники, першими з яких були ковалі. З'явилася соціальна нерівність і держава. Виникло рабовласництво.
Поступово розвивався товарообмін, який спочатку відбувався у вигляді натурального обміну (бартеру), але з появою грошей перетворився на торгівлю. Проте в суспільствах Стародавнього світу і Середньовіччя переважало натуральне господарство. У багатьох державах у давнину існувала так звана «палацова економіка», заснована на поєднанні державного господарства (що дає змогу виконувати великі громадські роботи, як-от іригація, спорудження палаців і пірамід) і натурального господарства.
З початком хрестових походів європейці заново відкрили для себе прянощі, шовк і інші товари, що стали рідкісними в Європі в середні віки. Це зумовило розширення торгівлі та загострення торгової конкуренції з країнами Сходу. З кінця XV ст. почалася Доба великих географічних відкриттів, яка спричинила появу світової торгівлі та початок епохи первісного нагромадження капіталу.
З останньої чверті XVIII ст. тривала промислова революція, за наслідками якої в найрозвиненіших країнах більшість населення до кінця XIX ст. була зайнята вже не в сільському господарстві, а в промисловості. Провідною економічною системою став капіталізм, відбулося перетворення аграрного суспільства в індустріальне.
У XX ст. в низці країн (зокрема й Україні) було створено адміністративно-командну соціалістичну економіку. В інших країнах відбувався розвиток капіталізму. У другій половині XX ст. розпочалася науково-технічна революція, внаслідок якої індустріальне суспільство в найбільш розвинених країнах стало перетворюватися на постіндустріальне.

## Основні напрямки
Економіка, як сукупність економічних дисциплін має складну структуру. Її поділяють на національну економіку та економіку управління (економіка і організація управління), і кожну з цих дисциплін одночасно, на мікроекономіку (мала економіка) яка ставить за мету дослідити поведінку фірм, окремих людей, сім'ї та макроекономіку (велика економіка) яка вивчає країни, великі інтернаціональні об'єднання та світ в цілому. Економічні теорії часто перевіряються емпірично, здебільшого за допомогою економетрики, яка пристосовує методи статистики до економічних даних.
Крім того, «економікою» також називають наявну економічну систему, переважно, національного рівня — національну економіку. Тобто словосполучення «Економіка України» стосується реальної національної економічної системи України.

## Визначення предмету економіки
Економічна наука розробляється і розвивається економістами, що сповідають різноманітні ідеології та концепції, тож через таке велике розмаїття виникає складність визначення її предмету. Найзагальнішим є таке: економіка — це наука про господарювання.
Для позначення нового змісту економічної науки представниками австрійської школи використовується термін «каталактика».
Прикладна економіка вивчає можливості застосування законів, теорій, пропозицій, розроблених економічною теорією безпосередньо для:
- дослідження поведінки підприємств та домогосподарств як окремих господарських одиниць, які розв'язують питання взаємодії попиту і пропозиції, ціноутворення, формування витрат виробництва;
- дослідження впливу держави на діяльність підприємств;
- вивчення економічної кон'юнктури та її впливу на ринки;
- дослідження потреб та інтересів споживачів, корисності споживчих благ, споживчої поведінки тощо[5].

#### Суб'єкти
- Домашнє господарство
- Фірма
- Держава

#### Методи
- Порівняльний аналіз
- Синтез
- Індукція
- Дедукція
- Наукова абстракція
- Аналогія
- Графічне зображення
- Моделювання

### Мікроекономіка
Мікроекономіка (Microeconomics) — частина сучасної економічної теорії, яка вивчає взаємодію між окремим споживачем (домашнім господарством) та окремим виробником (фірмою).

#### Суб'єкти мікроекономіки
Домашнє господарство (Household) — в мікроекономіці це споживач, власник економічних ресурсів, метою діяльності якого, є якнайбільша корисність за обмеженого бюджету споживання.
Фірма (Firm) — в мікроекономіці це виробник благ з економічних ресурсів, метою діяльності якого, є збільшення прибутку як різниці між доходами від продажу благ і витратами на ресурси.

### Об'єкти мікроекономіки
Об'єктами, з приводу яких складаються відносини у мікросистемі, є ресурси виробництва та його результати. Ресурсами виробництва є: природні ресурси (земля), праця, капітал та підприємницькі здібності.

#### Ринки в мікроекономіці
Суб'єкти мікроекономіки (домогосподарство і фірма) взаємодіють на двох ринках — ресурсних ринках (ринку капіталу і ринку праці) та споживчому ринку. На ресурсному ринку домогосподарство продає власні ресурси фірмі, на споживчому — фірма продає вироблені блага домогосподарству.

### Макроекономіка
Макроекономіка (Macroeconomics) — наука, що вивчає закономірності діяльної роботи національної економіки, тобто функціонування економіки країни в цілому (або її частини, галузі), зокрема такі загальні процеси і явища як інфляція, безробіття, бюджетний дефіцит, економічне зростання, державне регулювання тощо. Макроекономіка орудує такими поняттями як ВВП, ВНП, сукупний попит, сукупна пропозиція, платіжний баланс, грошові ринки, товарів і праці, використовуючи агреговані показники. Вперше термін використаний 1933 року.

#### Об'єкт та предмет макроекономіки
Об'єктом макроекономіки є економічна система, що являє собою сукупність економічних суб'єктів, діяльність яких спирається на історично визначені форми виробничих відносин та відповідні їм механізми регулювання економічної діяльності. Окремі економічні системи відрізняються між собою формами власності на засоби виробництва та механізмами керування економікою. За цими ознаками економічні системи поділяють на три типи: ринкова економіка (чистий ринок), командно-адміністративна економіка (планова економіка), змішана економіка. Проміжним різновидом економічної системи є перехідна економіка.
Предметом макроекономіки є причинно-наслідковий механізм функціонування економіки, який являє собою сукупність зв'язків між окремими макроекономічними процесами та явищами. Макроекономіка повинна, з одного боку, визначати систему функцій, які відтворюють причинно-наслідкові зв'язки в економіці; з іншого — розкривати можливості людей впливати на причини з метою корегування тих наслідків, які вони викликають в економіці. Отже, макроекономіка виконує як пізнавальне, так і прикладне завдання. Макроекономіку, що виконує пізнавальне призначення, називають позитивною, а макроекономіку, що виконує прикладну функцію — нормативною.

#### Агрегування в макроекономіці
Однією з особливостей макроекономіки є агрегування — процес утворення макроекономічних показників, процесів, явищ на основі відповідних мікроекономічних, шляхом їх укрупнення, об'єднання. Агрегатами є усі макроекономічні показники, макроекономічні ринки, макроекономічні суб'єкти. Завдяки цьому макроекономіку називають «агрегованою економікою».

#### Суб'єкти макроекономіки
Суб'єкти макроекономіки:
1. Сектор домашніх господарств.
2. Підприємницький сектор.
3. Держава.
4. Зовнішній економічний сектор.

## Методологія економічної науки
В економічній науці використовуються стандартні методи діалектики і логіки. До загальнонаукових способів дослідження економічних процесів, стосуються такі методи, як:
- метод наукової абстракції;
- аналіз і синтез;
- індукція і дедукція;
- історичний метод.

Загальним світоглядним методом є:
- матеріалістична діалектика

Серед окремих методів дослідження виділяють:
- методологічний індивідуалізм;

- графічні,
- статистичні,
- математичні,
- моделювання,
- порівняльний аналіз,
- економічний експеримент,
- порівняння і аналогія

В економічній науці, як і в будь-який іншій науковій теорії, виділяються моделі — ідеалізовані об'єкти досліджень і парадигма — визнані в даній соціально-економічній системі наукові досягнення і / або сукупності поглядів, які протягом певного часу дають науковій і/або конкретній спільноті в цілому модель постановки проблем та їх рішень. Економіка як суб'єкт і об'єкт досліджень є винятково соціальним явищем тож на її формування і об'єктивність, визначальний вплив надають умови середовища існування економіки.

## Економічна система
Економі́чна систе́ма — сукупність усіх видів економічної діяльності людей впродовж їхньої взаємодії, спрямованої на виробництво, обмін, розподіл споживання товарів і послуг, на регулювання економічної діяльності.

### Типи економічних систем
- Ринкова економіка;
- Адміністративно-командна система;
- Традиційна;
- Змішана;
- Постійна

## Історія економічної думки
Перші великі господарські системи відомі ще в часи античності — храмові держави-міста-господарства Стародавнього Єгипту і Вавилону, поліси старожитньої Греції тощо.
У розвитку економічної думки можна вирізнити такі основні періоди:
1. докласична економічна думка, яка охоплює економічну думку Стародавнього Сходу (Китай, Індія, Вавилон, Єгипет), античності (стародавні Греція та Рим) та середньовіччя. Також сюди входить економічна думка періоду меркантилізму;
2. класична політична економія — В. Петті, П. Буагільбер, школа фізіократів на чолі з Ф. Кене; А. Сміт, Д. Рікардо, Т. Р. Мальтус, Ж. Б. Сей, Ф. Бастіа, У. Н. Сеніор, Дж. Ст. Мілль;
3. альтернативні класичній школі напрями економічної думки — історична школа, марксистська економічна теорія та економічні концепції соціал-демократії;
4. неокласичний напрям економічної теорії — виникнення та розвиток маржиналізму: австрійська (К. Менгер, Ф. Візер, О. фон Бем-Баверк, Людвіг фон Мізес), лозаннська (Л. Вальрас, В. Парето), кембриджська (А.Маршалл) та американська (Дж. Б. Кларк) школи;
5. основні напрями економічної думки XX — початку XXI ст. — виникнення та еволюція інституціонального напряму і кейнсіанства, еволюція неокласичного напряму та економічний неолібералізм, економічні теорії неоконсерватизму.

### Політична економія
Першим етапом розвитку політичної економії як науки, були дослідження класичної школи політичної економії, до якої відносять В. Петті, А. Смітом, Д. Рікардо та інших. Цю назву економічної теорії, було введено французом Антуаном де Монкретьєном, і вона широко використовувалася в XVIII—XIX сторіччях.
Англійський статистик та економіст Вільям Петті (1623—1687) один з основоположників класичної політичної економії в Англії. В економічних поглядах Вільям Петті є одним із противників теорії меркантилізму. Головні його роботи з політичної економії: «Quantulumcunque or а tract concerning money» (1682) і «Treatise of taxes and contributions» (Трактат про податки і збори) (1662). Тут він одним з перших висуває припущення, що цінність предметів визначається кількістю витраченої на їх виробництво праці.
Основоположником класичної економічної теорії постає британський економіст — Адам Сміт, з його дослідженням поділу праці та заохочення діяльності людини. Сміт більш послідовно, ніж Петті розглядав працю як головне джерело вартості товарів, тому саме він вважається автором трудової теорії вартості. Але він припускав, що у вартості можуть бути й інші джерела.
Подальший розвиток теорії зробив Девід Рікардо, який був переконаний, що труд є єдиним джерелом вартості товарів, зокрема і грошей також. Але аналізуючи заробітну плату яку обмінюють на труд, Рікардо зіткнувся з протиріччям. При ідеальних умовах для бідь-яких обмінів або купівлі-продажу товарів спостерігається спрямованість на обмін рівної кількості праці, яка була витрачена на виробництво обмінюваних товарів. Проте є виключення — «живий труд» найнятого працівника виявлявся дешевшим за «матеріалізований» труд такого самого найнятого працівника, який витрачався на виготовлення тих товарів, які складають заробітну плату (або на які вона може бути обміняна). Тобто оплата 8 годин праці тяжіє до суми товарів, на виготовлення яких йде менше 8 годин праці. Рікардо бачив це протиріччя, але не зміг пояснити його в межах трудової теорії вартості.

#### Марксизм
Маркс зміг подолати протиріччя, виявлене Рікардо. Для цього Маркс використав поняття робоча сила і доводив, що саме робоча сила є тим товаром, який продає робітник. Цей товар має свою окрему вартість — ті витрати, які несе робітник для отримання та наступного підтримання своєї здатності до праці. Труд же формує вартість, але сам вартості не має, тому не є і не може бути товаром.
Вирішивши фундаментальне протиріччя на шляху побудови об'єктивної економічної теорії, Маркс почав розглядати економіку як сукупність суспільних відносин, і як базисом для розвитку суспільства. У марксистській політекономії увага приділяється насамперед способу з'єднання безпосереднього виробника з засобами виробництва, питанню власності на засоби виробництва.

### Маржиналізм
Паралельно до трудової теорії вартості з праць Адама Сміта розвинулась теорія суб'єктивної вартості — маржиналізм, на базі якого наприкінці XIX ст. виникла австрійська школа економіки, нащадком якої стала сучасна неокласична економічна теорія. Характерною рисою цього напрямку є розгляд вартості товарів як результат сукупності суб'єктивних рішень окремих людей. Такий підхід заперечує наявність об'єктивних критеріїв для формування вартості, зокрема і вартості грошей.

### Економікс
Економікс (економіка, економічна теорія): Суспільна наука, що вивчає поведінку в сферах виробництва, споживання, розподілу і обміну. Економісти аналізують процеси, що відбуваються в цих галузях і досліджують їхні наслідки для фізичних осіб, організацій, наприклад фірм, і суспільства загалом.
Обмеженість ресурсів і діяльність людей в умовах безмежності потреб, є центральними темами економіки як науки, яка може бути визначена як суспільна наука, що вивчає ухвалені людьми в умовах обмеженості ресурсів рішення, для задоволення своїх бажань і потреб. Як випливає з визначення, предметом економічної теорії є не гроші чи багатство, а люди.
Друга причина, за якою економіку можна вважати наукою про людей, полягає в тому, що досліджувані нею рішення людей часто мають вагомий соціальний зміст. Тож економіка вважається радше суспільною наукою, ніж розділом операційного аналізу, інженерної справи або математики.
Людина робить економічний вибір, коли купує одяг або їжу, коли працює, і навіть коли заповнює годину дозвілля у своєму навчальному розкладі економікою, а не токсикологією навколишнього середовища. Економічні вибори здійснюються скрізь: на фабриці, що випустила комп'ютер, в урядових установах, які ухвалюють політичні рішення, в безприбуткових організаціях, таких, наприклад, як церкви, а також у безлічі інших місць і ситуацій.
Всі описані вище приклади стосуються галузі економіки, що зветься мікроекономікою (microeconomics). Приставка «мікро-» висвітлює те, що цей розділ економіки вивчає вибори, які скоювалися малими економічними одиницями, як от домогосподарства, англ. household — термін, в англомовній економічній літературі позначає групу людей, які об'єднують свої доходи, мають спільну власність і ухвалюють економічні рішення спільно; домогосподарство може складатися з однієї особи або з сім'ї; домогосподарства здійснюють пропозицію факторів виробництва (праця, земля, капітал), а використовують виробничі товари та послуги, фірми і урядові агентства. Хоча ці одиниці і «малі», але мікроекономіка все ж охоплює в своєму дослідженні безліч різних питань справді світового масштабу. Наприклад, домогосподарства, фірми і урядові агентства здійснюють світову торгівлю такими товарами, як автомашини, хімічні продукти, неперероблена нафта. Ця торгівля і регулююча її політика, перебувають у сфері уваги мікроекономіки.
В економіці існує інший розділ, який називається макроекономіка (macroeconomics). Приставка макро показує, що ця гілка теорії вивчає великомасштабні економічні явища. Типові макроекономічні проблеми — як створити умови, в яких безробітні люди зможуть знайти роботу, як захистити економіку від шкідливих впливів інфляції, як забезпечити постійне поліпшення умов життя. Урядова політика, що стосується податків, витрат, бюджетних дефіцитів, фінансової системи — ось основні теми макроекономіки. Однак так само, як макроекономічне явище інфляції являє собою суму мільйонів індивідуальних виборів, що стосуються цін певних товарів і послуг, так і вся макроекономіка ґрунтується на мікроекономічному підґрунті.
Чи розглядає мікро-або макро-економіка, внутрішні чи зовнішні економічні відносини — в будь-якому разі економічний аналіз вимагає особливого способу мислення про те, як люди ухвалюють рішення про використання обмежених ресурсів. Кожна економічна система стикається з необхідністю здійснювати певні основні види вибору. Серед них, найважливіші наступні: які товари виробляти, як їх слід виробляти, хто і яку роботу повинен виконувати, і для кого призначені підсумки цієї роботи. Необхідність кожного з цих виборів обумовлена обмеженістю ресурсів, а кожен певний вибір може бути розглянутий, заради пояснення ключових елементів економічного мислення.

#### Які товари виробляти
Перший найважливіший вибір — які товари виробляти. У сучасній економічній системі кількість створюваних товарів і послуг величезна, однак сутнісні риси вибору того, що слід випускати, можуть бути представлені на прикладі економічної системи, в якій існують тільки два альтернативних товари, наприклад, автомобілі та освіта. Для багатьох студентів життя без машини — це жертва, чинена заради здобуття вищої освіти. Таке ж становище існує в економічній системі загалом, і не може бути забезпечено достатньо автомобілів і освіти, щоби задовольнити всіх і кожного. Треба обирати — ухвалювати рішення, в яких кількостях та який продукт виробляти.
Неможливість зробити стільки товарів, скільки людям хотілося б, є наслідком нестачі продуктивних ресурсів, що використовуються для випуску цих товарів. Навіть для того, щоб зробити найпростіші вироби, нам доведеться поєднати безліч рідкісних ресурсів. Природні ресурси — це все, що можна використовувати у виробництві в натуральному стані, без обробки, наприклад, родючі землі, майданчики для будівництва, ліс, матеріали. Наприклад, для виготовлення стола потрібна деревина, цвяхи, клей, молоток, пила, праця тесляра, маляра та інше. Для зручності продуктивні ресурси зазвичай ділять на три основні категорії, які називаються факторами виробництва. Праця охоплює всі продуктивні витрати, що здійснюються людьми під час їх м'язової та інтелектуальної діяльності.
Капітал охоплює всі ті продуктивні ресурси, які створені людьми: інструменти, машини, інфраструктуру, а також нематеріальні речі, наприклад, комп'ютерні програми. У новій інформаційній економіці, заснованій на знаннях, інтелектуальний капітал стає головним джерелом створення конкурентних переваг на мікро-, мезо-і макрорівнях. Продуктивність і конкурентоздатність матеріального виробництва в інформаційній економіці залежать, насамперед, від здатності генерувати нову вартість, обробляти та ефективно використовувати інформацію, засновану на знаннях.

#### Як виробляти
Другий основний економічний вибір — як виробляти. Майже для будь-якого товару чи послуги, існує кілька способів виробництва. Автомобілі, наприклад, можна робити на високо автоматизованих фабриках з величезною кількістю капітального обладнання та відносно малою кількістю праці, але їх можна робити і на малих підприємствах, які використовують велику кількість ручної праці і тільки деякі верстати загального призначення. Автомобіль «Форд-Мустанг» виготовляється першим способом, а «Лотус» — другим. Те ж саме можна сказати і про освіту.
Економіку можна вчити в маленькому класі, де один викладач біля дошки працює з двадцятьма студентами, але цей же предмет можна вивчати і у великій лекційній залі, де викладач використовує монітори, проєктори, комп'ютери, щоб навчалися одночасно аж сотні студентів.

#### Позитивна і нормативна економічна теорія
Багато економістів проводять чітку грань між питаннями ефективності та справедливості. Суперечки про ефективність розглядаються як частина позитивної економічної теорії, яка має справу з фактами та справжніми залежностями. Дискусії ж про справедливість — це частина нормативної економічної теорії, тобто тієї галузі науки, яка виносить судження про те, гарні чи погані певні економічні умови і політика.
Нормативна економічна теорія має стосунок не тільки до проблеми справедливості в розподілі продукту.
Оцінкові судження також можливі з приводу решти трьох основних видів вибору, здійснюваного кожною економічною системою: під час ухвалення рішення про те, що виробляти, чи буде справедливим дозволити виробництво тютюну і алкогольних напоїв, і водночас заборонити виробництво марихуани та кокаїну? При здійсненні вибору «як виробляти» чи можливо дозволити людям працювати в небезпечних чи шкідливих умовах, або праця в цих умовах повинна бути забороненою? Вирішуючи, хто і яку роботу буде виконувати, чи справедливо обмежувати доступ до різних видів роботи на основі віку, статі або раси? Нормативні проблеми охоплюють всі сторони економіки.
Позитивна теорія не пропонуючи жодних оцінкових суджень, зосереджує свою увагу на процесах, в результаті дії яких люди отримують відповіді на чотири основних економічних питання. Ця теорія аналізує дію економіки, вплив певних інститутів і політичних дій на економічну систему. Позитивна наука простежує зв'язок між фактами, шукає вимірювані закономірності в процесах, що відбуваються.

#### Координування економічних виборів
Для того, щоб економіка працювала, вона повинна володіти певним способом для узгодження побажань мільйонів людей про те, що їм виробляти, як виробляти, хто і яку роботу повинен виконувати, і для кого проводиться продукт. Існує два основних способи здійснення такого погодження: стихійний порядок, в якому індивідууми пристосовують свої дії до умов, ґрунтуючись на інформації і стимулах їх безпосереднього оточення, другий спосіб — ієрархія, коли індивідуальні дії підпорядковані настановам центральної влади.
В економічній теорії головним прикладом дії стихійного порядку є координування рішень в процесі ринкової активності. Ринок — це будь-яка взаємодія, в яку вступають люди для торгівлі один з одним. Попри широке різноманіття форм, у всіх ринків є одна загальна риса: вони представляють відомості і стимули, які потрібні людям для ухвалення рішень.
Як покупцям необхідні відомості про довжину черг (див. теорія масового обслуговування), щоб узгоджувати свої дії, так і учасники ринкового процесу потребують даних про рідкісності та альтернативні вартості різних товарів і факторів виробництва. Ринки передають інформацію в основному у вигляді цін. Якщо товар або фактор виробництва стає рідкіснішим, то його ціна зростає. Зростання цін дає споживачам сигнал, що потрібно економити цей товар, а виробники починають прагнути виробити більше цього товару. Припустимо, наприклад, що відкриття нового способу застосування платини привело нових покупців на ринок. Платина стає рідкіснішою, ніж раніше по відношенню до різкого зростання попиту. Конкурентна боротьба за цей ресурс призводить до зростання його ціни. Цей факт несе «послання»: потрібно економити платину, там де це можливо, а крім того необхідно збільшити видобуток платини. Або, навпаки, припустимо, що нова технологія знизила витрати на виробництво платини. Інформація про це миттєво поширюється на ринку вигляді нижчої ціни. В цьому разі люди збільшують використання платини, а виробники цього металу перекинуть частину своїх ресурсів на виробництво інших, необхідніших благ.
На додаток до знань про те, як використовувати ресурс в найкращий спосіб, людям також потрібні стимули, щоб вони діяли на основі цієї інформації. Ринки, знову ж таки, за допомогою цін, здійснюють потужне заохочення продажу благ і продуктивних ресурсів саме там, де цей продаж відбуватиметься за найвищою ціною; цінові стимули також змушують людей прагнути купувати товари за низькими цінами. Міркування прибутку змушують менеджерів покращувати методи виробництва і розробляти товари, що задовольняють запитам споживачів. Робітники, які працюють там, де їх продуктивність найбільш висока, і не проходять повз нових можливостей, отримують найвищу зарплату. Споживачі, які добре інформовані і витрачають свої гроші ощадливо, живуть більш заможно при даному бюджеті.
Адам Сміт, якого часто називають батьком економічної науки, бачив у досягненні на ринку стихійного порядку підставу процвітання і поступу. У знаменитому розділі своєї книги «Багатство народів» він вважав, що ринок роздає людям саме ті економічні ролі, які вони можуть грати краще за інших. До цього дня розуміння величезного значення ринків як засобу координування виборів, залишається основною рисою економічного мислення.
Ієрархія і влада. Ринок — головний, але не єдиний спосіб економічної координації. Найважливіші тому приклади — рішення, ухвалені всередині приватних фірм та урядових установ. Ринкова економіка наче керується «невидимою рукою» (т.з. безструктурне управління), коли рішення ухвалюються окремими людьми на підставі ринкових цін й задля збільшення індивідуального власного добробуту, а якісним ефектом є виникнення спонтанного порядку і якнайбільш ефективне задоволення потреб усього суспільства.
В ієрархічній системі порядок встановлюється не через мимовільні (точніше, незалежні) дії відокремлених індивідуумів, а за допомогою директив, які менеджери спрямовують своїм підлеглим (т.з. структурне управління). Ціни зазвичай не мають великого значення в передаванні інформації. Замість цін діють різні статистичні дані, доповіді, настанови і правила. Матеріальні заохочення, як от премії і підвищення, впливають на підлеглих, але ці премії мають мало спільного з ринковими цінами. Для службовців основним стимулом до підпорядкування менеджерам є той факт, що вони погодилися на цю субординацію, як на умову їхнього вступу в організацію.
Хоча комерційні фірми та урядові установи внутрішньо утворені як ієрархії, вони спілкуються один з одним на ринках. Отож, ринки та ієрархії грають взаємодоповнюючі ролі в здійсненні економічної координації. Деякі економічні системи ґрунтуються в основному на ринку, інші — на ієрархії. Наприклад, в системах з централізованим плануванням, як от у колишньому СРСР, особливе значення мала центральна влада. Ринкові системи, наприклад Сполучені Штати, значною мірою діють на основі стихійного порядку. Але жодна економіка не користується винятково одним способом координації. Обидва підходи широко вивчаються як макроекономікою, так і мікроекономікою. І ринок, і ієрархія влади не є досконалими механізмами, в зв'язку з чим об'єктом економіки є такі категорії, як провал ринку і провал держави.
Останнім часом не прийнято розділяти ці способи координації. Планова економіка і ринкова економіка — дві частини однієї економічної системи. Так, в ринковій економіці часто-густо використовується директивне (структурне) керування і планування. І навпаки, у плановій економіці існує таке поняття як ціна, а через неї регулюється міжгалузевий баланс.

## Фізична та фіктивна економіка
Фізична економіка — один з напрямків економічної теорії, побудований на зразок точних і природничих наук і вивчає проблему вибору в умовах обмеженості ресурсів для задоволення потреб людей. Фізична економіка це матеріально-технічна база. А фіктивна економіка це акції, цінні папери, кредити, ф'ючерси. Проаналізувавши розвиток економіки, науковець Л. Ларуш зробив висновок, що відбувається спад фізичної економіки і зростання — фіктивної. Така концепція не є однозначною й не підтримується усіма економічними школами.

## Відгалуження і економіка на перетині з іншими науками
Компаративна економіка, або порівняльна економіка — здійснює порівняльні дослідження економічних систем різних типів.

## Різноманітність економічних теорій
Серед економістів не існує одностайності навіть щодо базових питань в економічній теорії. Зараз панують неокласичні економічні теорії. Але «Кембриджська суперечка про капітал» продемонструвала внутрішню суперечливість маржиналістської теорії розподілу, яка виходить зі співставлення рідкості факторів виробництва та граничної корисності. Лише тому, що не було запропоновано будь-якого альтернативного погляду на процеси економічного зростання, неокласичні моделі залишились в якості навчальної ілюстрації абстрактної теорії, попри застереження, що вони можуть швидше дезорієнтувати, ніж інформувати.
Професор Кембриджського університету, корейський економіст Ха-Юн Чанґ в книзі «Економіка. Інструкція з використання» стверджує, що економіка не є наукою, що це різновид політики, що жодна з економічних шкіл жодного разу не зуміла передбачити справжній розвиток подій навіть у тих сферах, на які орієнтована.

## Науково-теоретичні дослідження в Україні
Провідною науковою установою в Україні з вивчення теоретичних засад основних галузей економічних наук, наразі є Інститут економіки та прогнозування Національної академії наук України.

## Домовленості між економістами
Згідно з різними випадковими та анонімними опитуваннями членів Американської економічної спілки, економісти згодні щодо таких тверджень у відсотках:
- Обмеження величини квартплати зменшує кількість та якість житла. (93 % згодні)
- Тарифи та імпортні квоти зазвичай знижують загальний економічний добробут. (93 % згодні)
- Гнучкі та плаваючі валютні курси призводять до ефективної міжнародної валютної узгодженості. (90 % згодні)
- Фіскальна політика (наприклад, зниження податків та / або збільшення державних видатків) має значний заохочувальний вплив на економіку з неповною зайнятістю. (90 % згодні)
- США не повинні обмежувати роботодавців від пошуку робочої сили за кордоном. (90 % згодні)
- Економічне зростання в розвинених країнах, як от США, призводить до підвищення рівня добробуту. (88 % згодні)
- США повинні скасувати субсидії для сільського господарства. (85 % згодні)
- Відповідно розроблена фіскальна політика може збільшити довгострокову швидкість формування капіталу. (85 % згодні)
- Місцеві та державні органи влади повинні скасувати субсидії на професійні спортивні франшизи. (85 % згодні)
- Балансування федерального бюджету потрібно робити протягом ділового циклу, а не щорічно. (85 % згодні)
- Розрив між фондами соціального страхування та видатками стане надмірно великим протягом наступних п'ятдесяти років, якщо поточна політика залишиться незмінною. (85 % згодні)
- Грошові виплати збільшують добробут одержувачів більшою мірою, ніж перерахування в натуральній формі, рівні грошовому еквіваленту. (84 % згодні)
- Великий дефіцит федерального бюджету негативно впливає на економіку. (83 % згодні)
- Перерозподіл доходів у США є законною роллю для уряду. (83 % згодні)
- Інфляція спричинена насамперед занадто великим зростанням грошової маси. (83 % згодні)
- США не повинні забороняти генетично модифіковані культури. (82 % згодні)
- Мінімальна заробітна плата збільшує безробіття серед молодих та некваліфікованих працівників. (79 % згодні)
- Уряд повинен реструктурувати систему добробуту відповідно до «негативного податку на прибуток». (79 % згодні)
- Податки з викидів та товарні дозволи на забруднення є кращим підходом до контролю забруднення, ніж накладення обмежень на забруднення. (78 % згодні)
- Державні субсидії на етанол у США повинні бути зменшені або усунені. (78 % згодні)

## Ілюзорність великих об'єктів економіки
Те, що економісти зазвичай називають «економікою регіону», «економікою країни» — тобто великими господарствами, є ілюзорними утвореннями, оскільки насправді вони складаються з окремих господарюючих приватних фірм. Така ілюзія створює враження про необхідність державного управління цими великим господарствами, хоча, за фактом, ці об'єкти не є господарствами.
Фрідріх Гаєк писав про небезпеку використання термінів «економіка», «господарство» по відношенню до таких об'єктів:
…Ринкова економіка, суворо кажучи, не є «економікою» тобто «господарством». Радше це комплекс із великої кількості взаємодіючих індивідуальних господарств… Необхідно постійно пам'ятати, що «господарство», яке породжене ринком, не схоже на продукти свідомих задумів людини. Ринкова економіка, нагадуючи в деяких відношеннях власне «господарство» в загальноприйнятому розумінні, є структурою, яка глибоко від нього відрізняється вже тим, що вона не підпорядкована жодній єдиній ієрархії цілей.
Гаєк згадує архієпископа Річарда Вотлі, який 1838 року запропонував називати науку, що вивчає ринок, «каталактикою». Час від часу, пише Гаєк, ідею Вотлі «витягували з небуття, а зовсім недавно про неї згадав Людвіг фон Мізес. Прикметник „каталактичний“ — похідне від неологізму Вотлі — став уже досить широко вживатися».
«Каталактика» походить від грецьких слів, які означають не тільки обмін, а й прийом у спільноту, а також перетворення з ворога на друга. А сам ринок, як предмет вивчення, Гаєк пропонує назвати «каталаксією». Немає у Гаєка слова «економіка», яке вводить в оману, ні для позначення предмета науки, ні для самої науки. Гаєк переконаний, що ширше застосування нових термінів, які вже взяли на озброєння деякі з його молодих колег, сприятиме більшій ясності в дискусіях.